# Casilicio

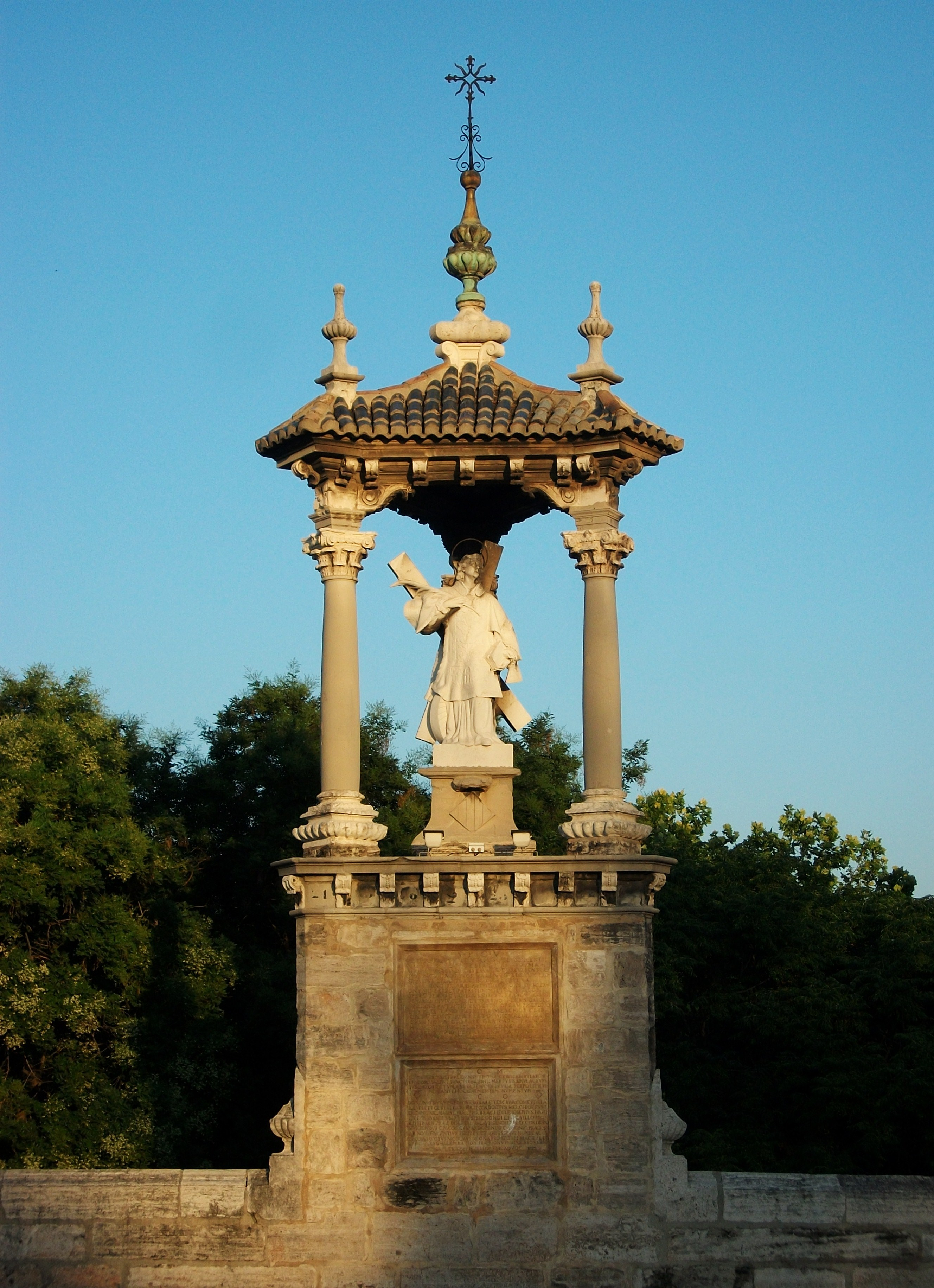
Casilicio con la estatua de san Vicente Mártir, puente del Real (Valencia)

Un casilicio es un templete al aire libre para albergar una imagen religiosa, situado con frecuencia en puentes. También se denomina así a un pilar de obra con una hornacina en su parte superior para alojar una escultura religiosa. El término es un localismo de la España oriental, preferentemente Aragón y Valencia.
La función principal de los casilicios es la de proteger la imagen religiosa de las inclemencias del tiempo. Como templetes son frecuentes en los puentes valencianos, como el del Mar o el del Real. Como hornacina sobre pilar son frecuentes en Aragón, donde también se les denomina pairón. Por lo general se componen de unas gradas sobre las que se sitúa la columna, compuesta de basa, fuste y capitel; sobre esta se halla un edículo compuesto de cornisa inferior y superior, que alberga la hornacina con la imagen; el remate está compuesto por un cimacio y una cruz.